# 薛刚 (1967年)
薛剛（1967年1月—），男，漢族，山东滕州人，研究生學歷、工商管理碩士學位。1990年7月參加工作，1996年3月加入中國共產黨。

## 生平
2017年12月5日，獲任命為北京首都農業集團有限公司黨委副書記、副董事長、總經理。2018年1月，當選北京市政協委員。2020年5月，任北京市供销合作總社黨委書記、理事長。